# Leptosiaphos amieti
Leptosiaphos amieti är en ödleart som beskrevs 1973 av den Schweiziska herpetologen Jean-Luc Perret. Den ingår i släktet Leptosiaphos och familjen skinkar. Inga underarter finns listade i Catalogue of Life.